# Хіедзу
35°26′25″ пн. ш. 133°22′50″ сх. д. / 35.44028° пн. ш. 133.38056° сх. д.
Хіедзу (яп. 日吉津村) — село в Японії, в префектурі Тотторі.